# Kitani Chigusa
Kitani Chigusa (木谷 千種) (17 février 1895-24 janvier 1947) est une peintre japonaise nihonga et une professeure de peinture des époques Taishō et Shōwa.

## Biographie
Ei Yoshioka (吉岡 英, Yoshioka Ei) naît à Dōjima (ja), dans l'arrondissement Kita-ku du centre d'Osaka, en 1895. Pendant ses études au lycée pour filles Shimizudani, elle étudie la peinture d'oiseaux et de fleurs sous la direction de Chokujō Fukada (ja), un célèbre peintre de l'école Shijō (四条派, Shijō-ha). Elle s'installe à Tokyo en 1913 (Taishō 2) pour étudier sous la direction d'Ikeda Shōen (ja).

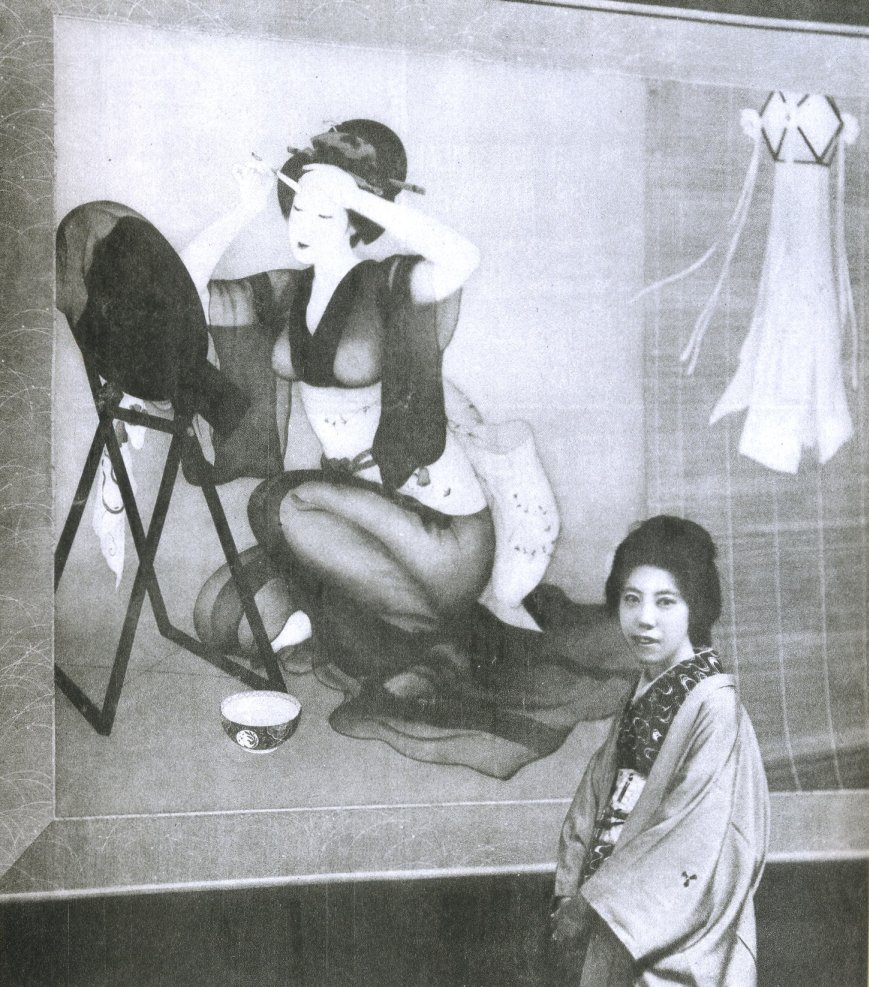
Kitani Chigusa posant devant sa peinture, en 1925.

Après son retour à Osaka, elle devient l'élève de Kitano Tsunetomi et de Noda Kyūho. En 1919, elle commence à étudier avec Keigetsu Kikuchi (ja) à Kyoto.
Elle s'est aussi formée à Seattle, Washington, aux États-Unis pendant deux ans à partir de l'âge de 13 ans, et son travail a été exposé dans tout le Japon.
En 1920, elle épouse Hōgin Kitani, un chercheur spécialiste de Chikamatsu Monzaemon (dramaturge de jōruri (浄瑠璃)). Elle prend le nom d'artiste Kitani Chigusa et crée la même année l'école de peinture Yachigusa-kai (八千草会), ainsi que l'association Chigusa-kai (千種会), chez elle à Osaka. Elle vise à former et instruire des femmes peintres et à améliorer leur statut.
Elle meurt en 1947 (Shōwa 22) à Minamikawachi (Préfecture d'Osaka) à l'âge de 51 ans.

## Œuvre
En 1915, Chigusa Kitani, 20 ans, est sélectionnée pour la première Exposition des Beaux-Arts d'Osaka (大阪美術展覧会, Osaka Bijutu Tenrankai) pour son œuvre Shin-kyo (新居) et pour la 9ème Exposition des Beaux-Arts du Ministère de l’éducation (文部省美術展覧会 (文展, Bunten), Monbu-Sho Bijutu Tenrankai) pour son œuvre Hari-Kuyō (針供養). Hari-Kuyō est une œuvre représentant une geisha à Kyoto.
Elle présente ses œuvres lors d'expositions telles que l'Exposition Impériale des Beaux-Arts (帝国美術院展覧会 (帝展, Teiten), Teikoku Bijutu-in Tenrankai), ou l'Kikuchijuku-ten (菊池塾展, "Exposition Keigetsu Kikuchi") et la Yachigusakai-ten (Exposition de Yachigusakai).

### Galerie

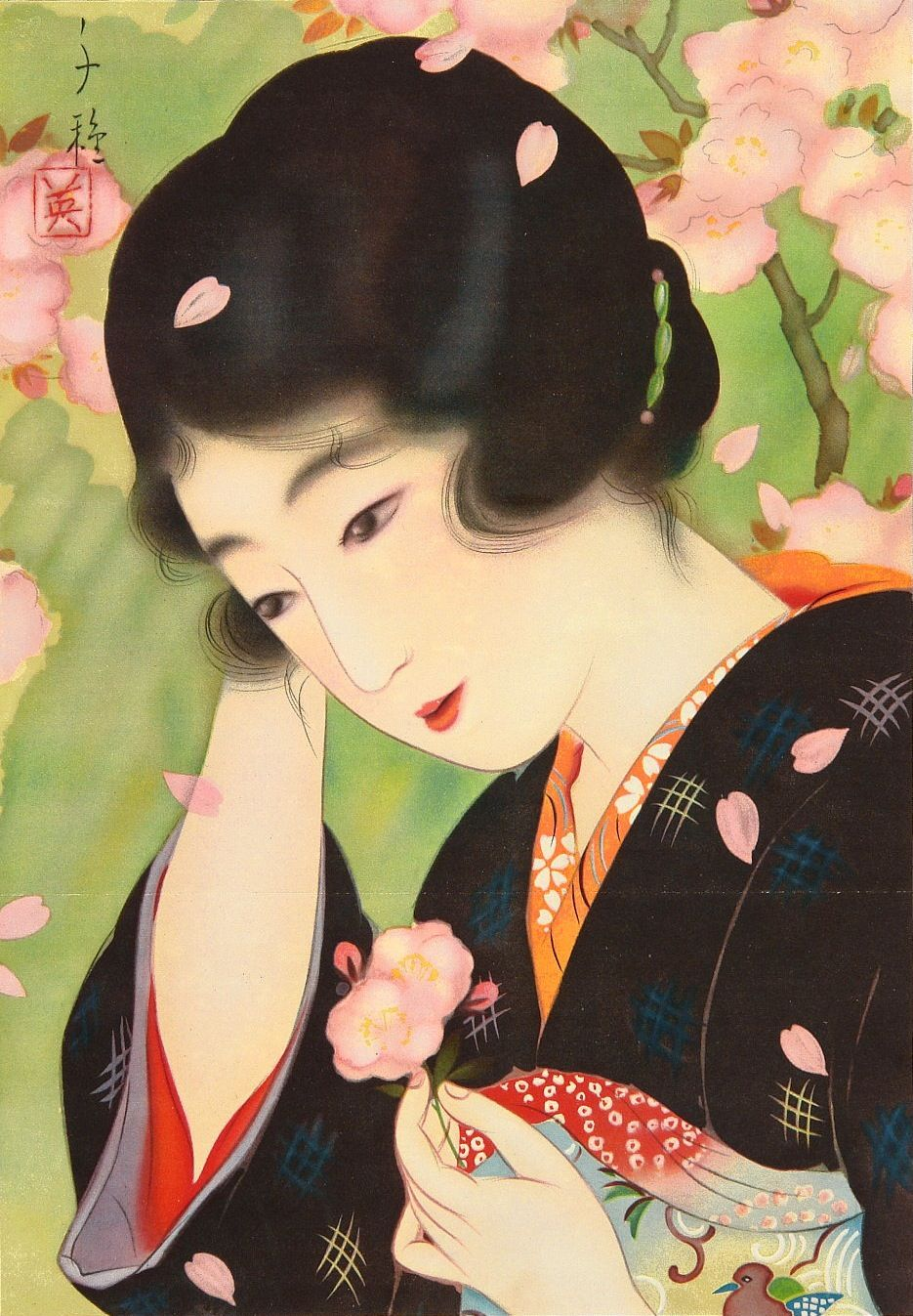
Beauté et fleurs de cerisier (口絵?), un kuchi-e (frontispice) en lithographie.
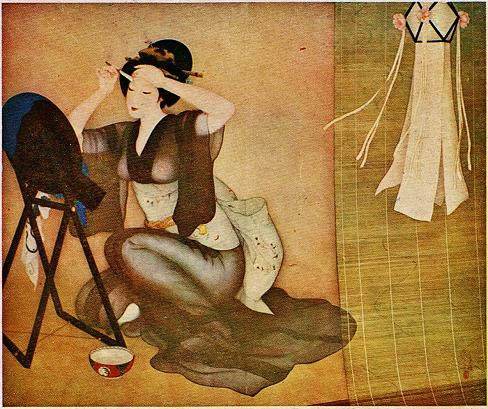
Mayu no Nagori (眉の名残, 1925?).
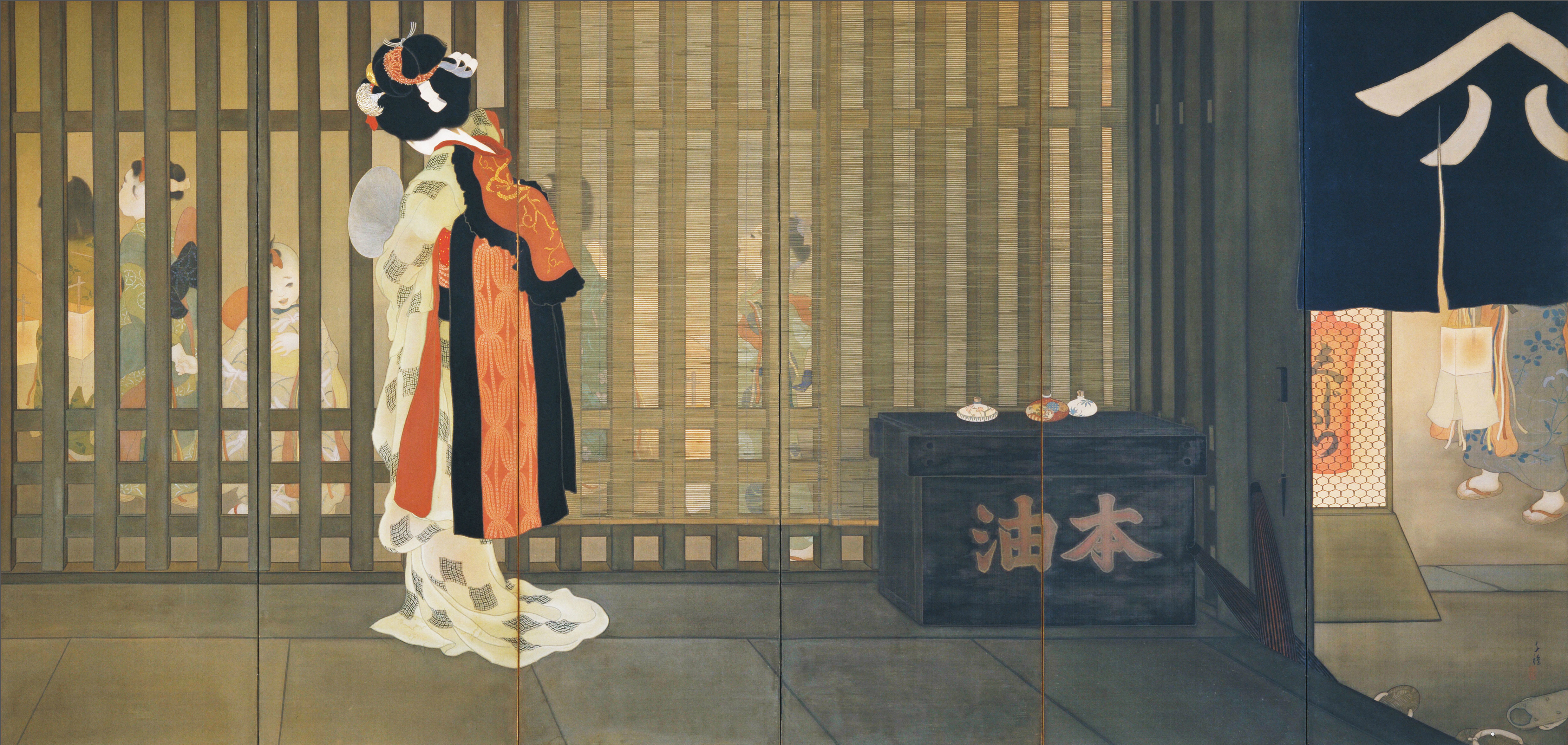
Ongoku (をんごく, 1918?).
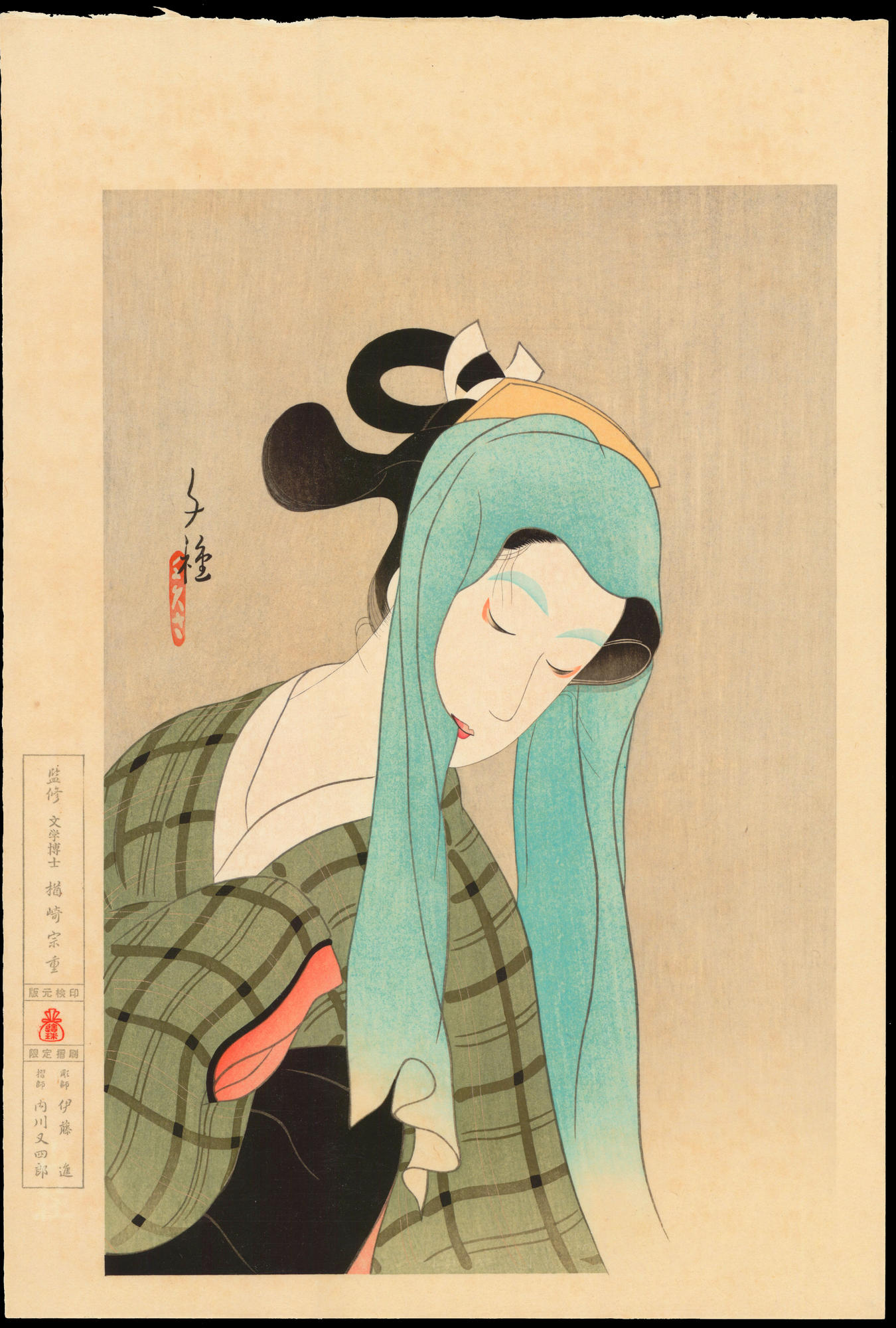
Shinju Yoi Goshin no Ochiyo (心中宵庚申、お千代, 1922?, ukiyo-e) dans les œuvres complètes de Chikamatsu Monzaemon éditées par Hōgin Kitani.
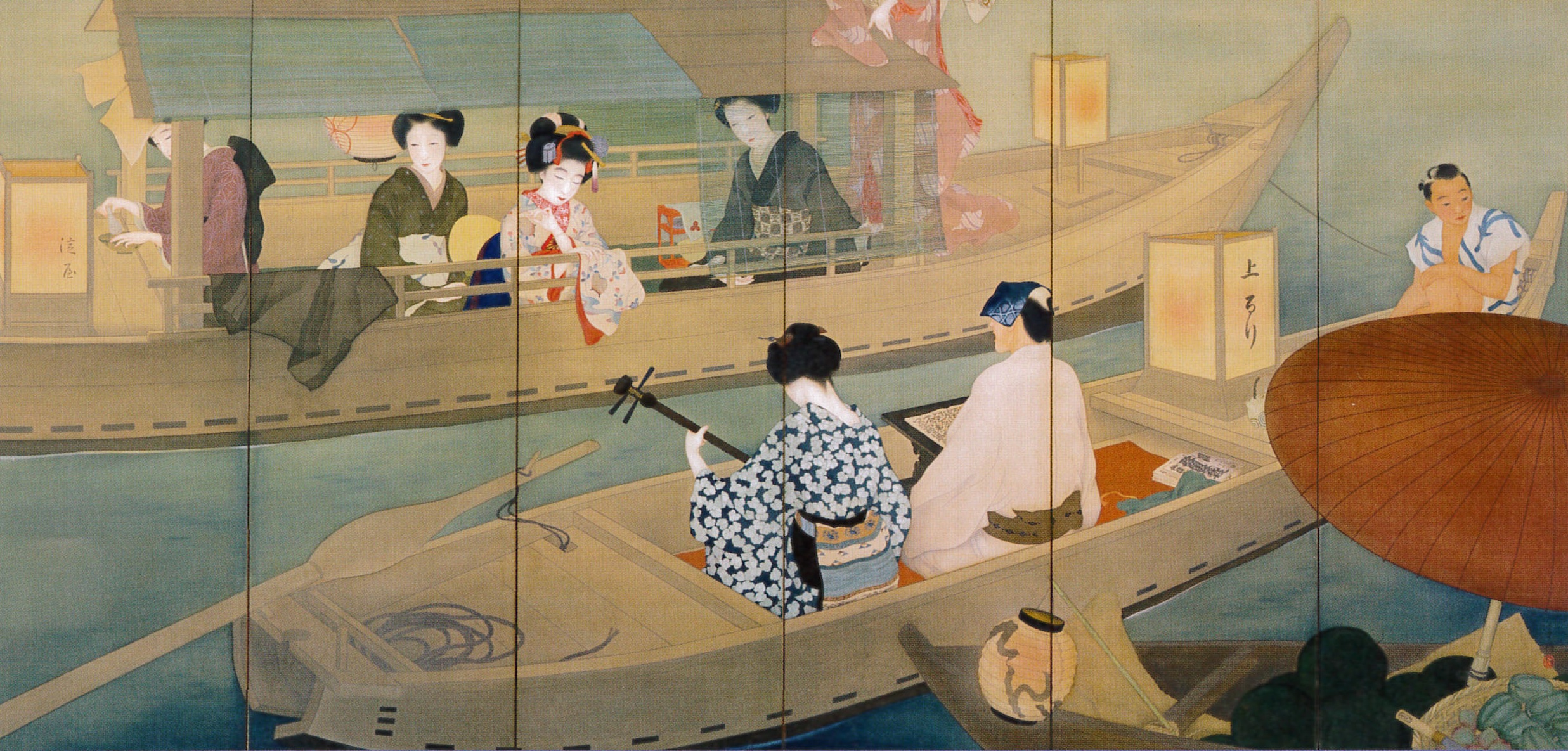
Jōruri Bune (浄瑠璃船, 1926?).
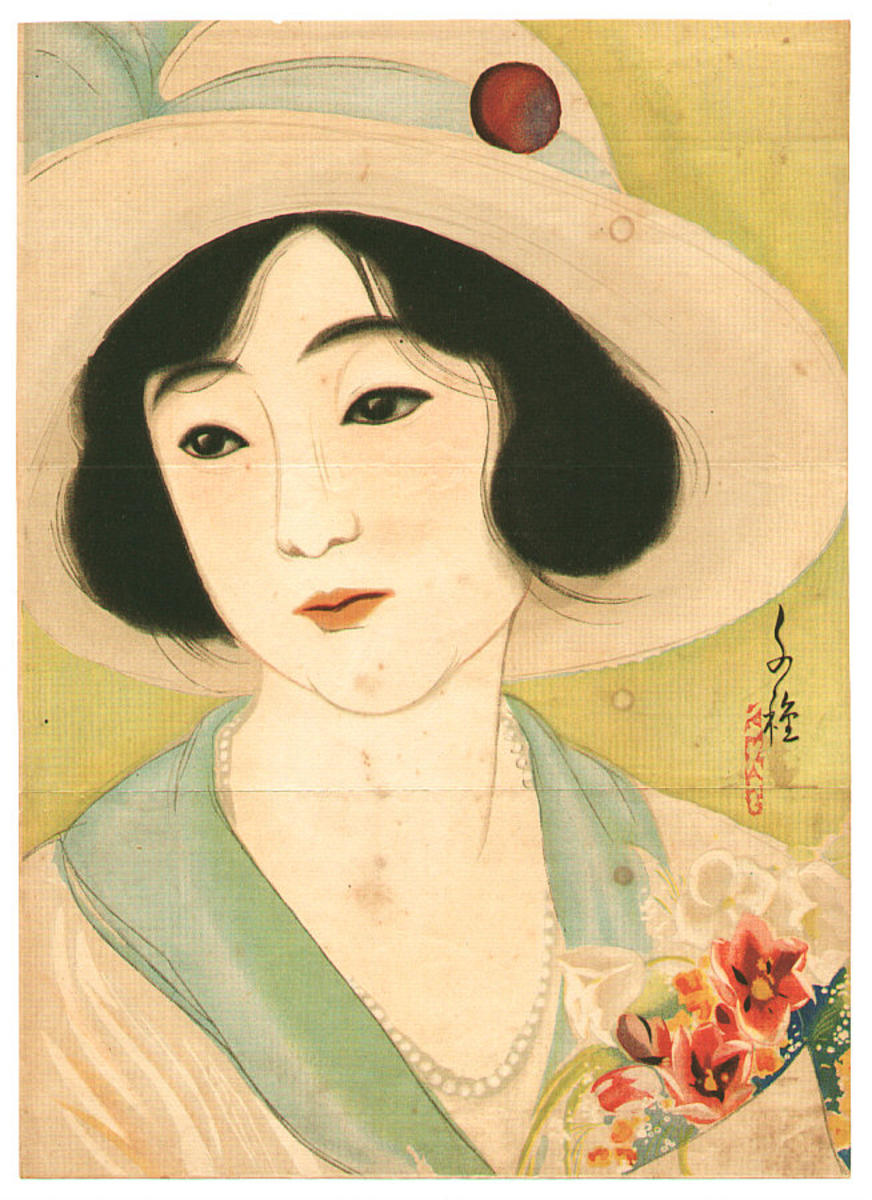
Kuchi-e, lithographie.
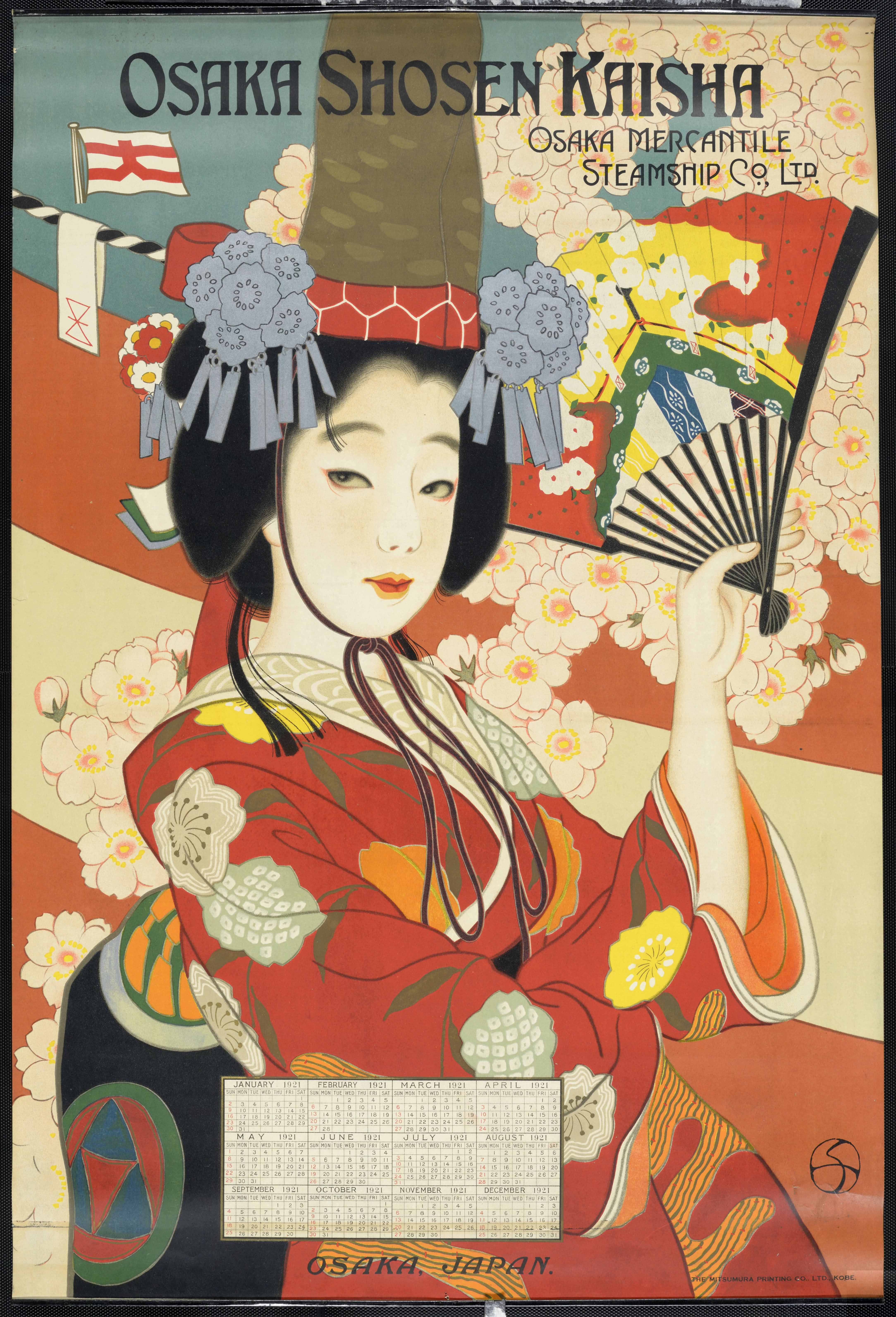
Publicité pour la société Osaka Shosen Kaisha (1921).